# Wringin Anom (Asembagus)
Wringin Anom is een bestuurslaag in het regentschap Situbondo van de provincie Oost-Java, Indonesië. Wringin Anom telt 5414 inwoners (volkstelling 2010).